# Klaus Störtebeker

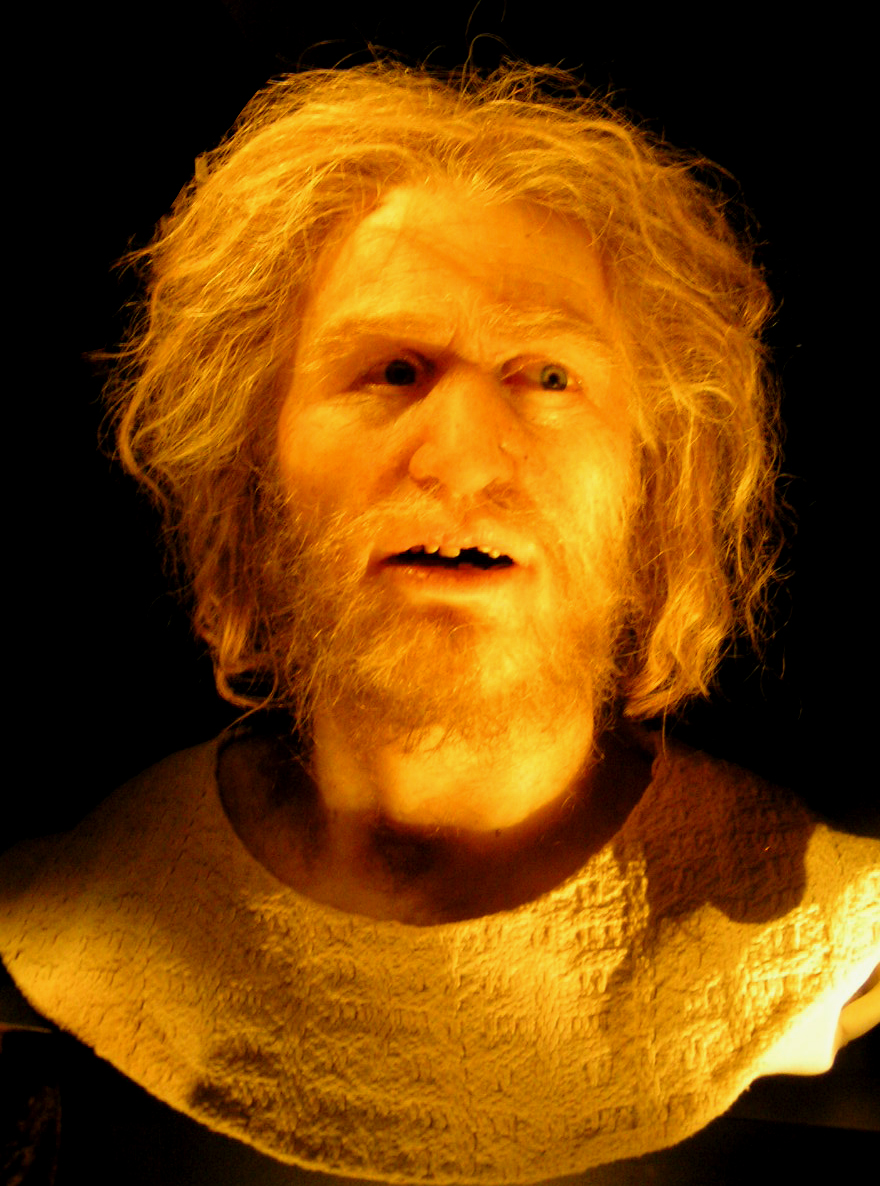
Störtebeker állítólagos koponyája alapján rekonstruált arca

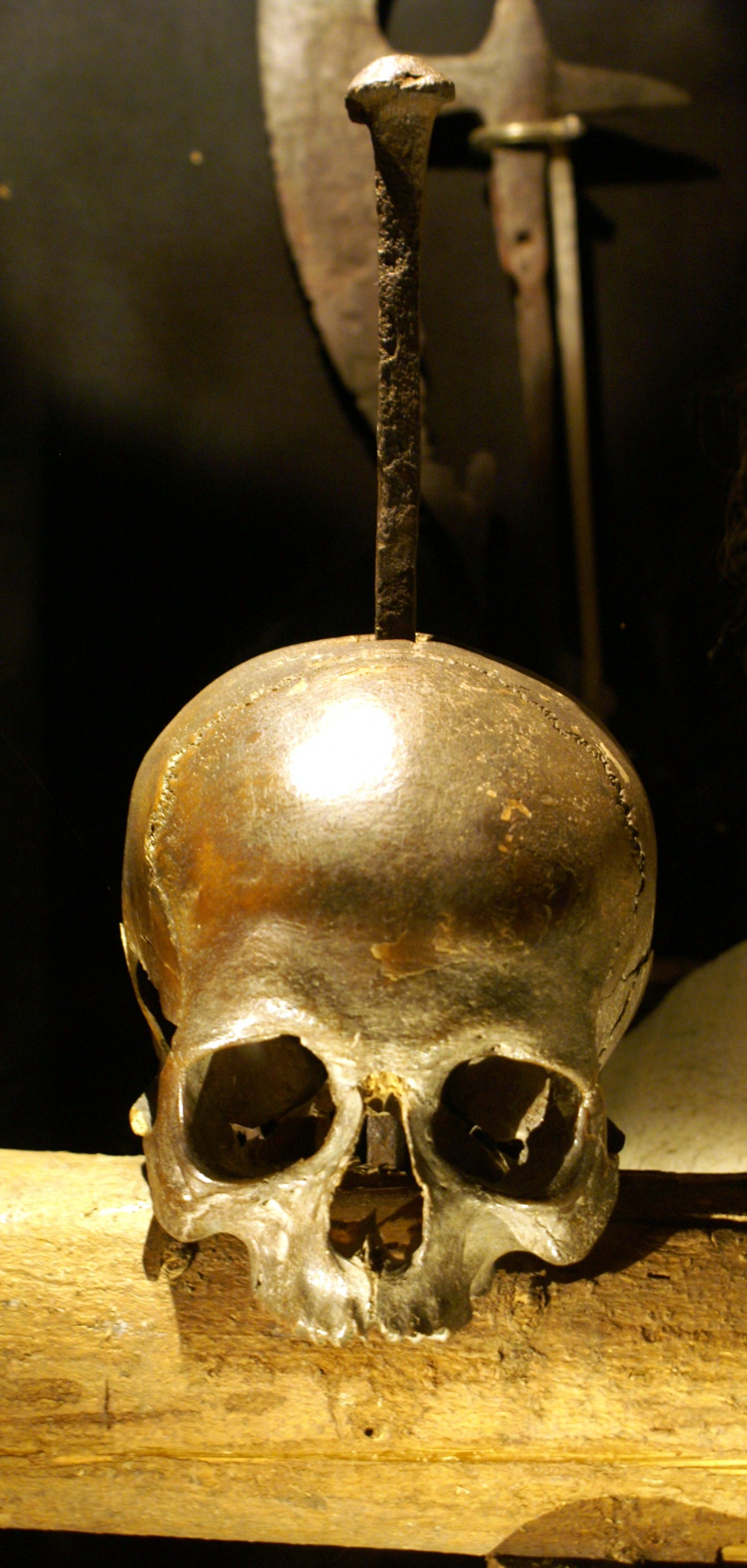
Az állítólagos koponya, amely 1878-ban került elő Hamburgban, de kétséget kizáróan azóta sem sikerült igazolni, hogy valóban a kalózvezéré

Klaus Störtebeker (nevének változatai Nikolaus Storzenbecher, Klaas Störtebecker, Claas Störtebeker) (Wismar, 1360. k. – Hamburg, 1401. október 20.) legendás hírű német kalóz, a Vitális Testvérek vezetője, aki bandájával jó pár évig rettegésben tartotta a Balti- és Északi-tengert. Egy ideig a Hanza-szövetség zsoldosa (privatérja) volt I. Margit dán királynő ellen. Híres volt jótékonyságáról, mivel a rablott javakat igazságosan osztotta el társai között, és sokat segített a szegény halászfalvakon, hajósokon, a Hanza által elnyomott polgárokon.

## Élete
Életéről pontos adatokkal nem szolgálnak a történészek, annál több a legenda és a mítosz róla. Eredeti nevét is homály fedi, minthogy a Störtebeker csak becenév: a Störtebeker jelentése az alnémet nyelvben Üres korsó egy kortyra. Egy legenda szerint Störtebeker egy ültő helyében egy négyliteres korsónyi sört képes volt felhajtani egyetlen kortyra.
Vitális Testvérek vezetőjüknek választottak: a kalóztestvériségben nagyon sokan voltak a Hanza elégedetlen hajósai közül, de az első években még a szövetséget segítették pénzért, noha a Hanza törvényei tiltották a kalózkodást. A kalózokat Gotlandon befogadták a helyiek és Visbyben ütötték fel tanyájukat, ahol erődítményt létesített, ahol 1398-ig tartózkodtak. Innen három másik kalózkapitánnyal Gödeke Michelsszel, Hennig Wichmannal és Magister Wigbolddal egy ideig a Hanzának végezték a "munkájukat."
A dánok élelmiszerszállítóit sikeresen fosztogatták Stockholm ostromakor, a háború végeztével pedig a Hanza hajóira csaptak le, amelyek Oroszországból és Németországból hajóztak ki, illetve Svédországba és Finnországba szállították az árut.
Störtebekerék már 1396-ban is létesítettek egy erődítményt Marienhafe városában, Kelet-Frízföldön. A felesége is fríz volt, egy Keno nevű főember lánya. 1398-ban Frízföld lett az új bázisuk, mikor a Hanza és a Teuton Lovagrend Gotlandot elfoglalta.

## Halála
Még két évig kalózkodtak az Északi-tengeren, de 1400-ban Simon Utrecht kézre kerítette Helgolandnál, vélhetően Störtebeker egyik emberének árulása folytán. Störtebekert Hamburgban pallos általi halálra ítélték a kapitányokkal és 73 másik kalózzal. Itt a leghíresebb legenda szerint arra kérte a polgármestert, hogy kegyelmezzen meg a társainak, amennyiben ő képes felállni és fej nélkül végig menni társai során. A polgármester teljesítette a kérését és mindenki rémült döbbenetére Störtebeker lefejezett teste valóban felállt, s elsétált a többi fogoly mentén: 11 ember életét mentette így meg.
Német források szerint a hóhér kapott legelőször észbe majd gyorsan elgáncsolta, tehát valószínűleg még több egykori társát tudta volna megmenteni, bár az a verzió is olvasható német nyelvű honlapokon, miszerint a polgármester nem tartotta be a szavát és mégis kivégezték az összes foglyot.
Störtebeker hajójának szétszedését követően észrevették, hogy az árbóca üreges és magja aranyból van. A rablott pénzt nyilván itt tárolta. Híres korsóját sokáig a hamburgi városházán őrizték, majd megsemmisült az 1842-es tűzvészben.
Halálát illetően is eltérő verziók vannak: történészek szerint nem is végezték ki, sőt nem is sikerült elfognia a Hanzának, mert a kalózkodás még sokáig tartott a tengereken, de Störtebeker neve többet nem fordul elő a forrásokban. Voltak azonban más kalózvezérek is, akik viselték a Störtebekker nevet, ami arra utal, hogy ez a név kalózkodás szinonimája lett.
Állítólagos koponyája azonban fennmaradt, amiről viszont éppúgy nem lehet kétséget kizáróan bizonyítani, hogy Störtebekeré. A koponyát 2010 januárjában ellopták, és csak 2011 márciusában került elő.

## Störtebeker ma
Mivel népszerű volt sokak előtt a Hanza zsarnoki gazdasági embargói és politizálása miatt, halála után nem sokkal legendák egész sora született róla. A német baloldal a maga céljaira is felhasználta Störtebekert, mint a kapitalizmus elleni harc egyik korai képét. A német jobboldal és irodalom a német Francis Draket látja benne. Willi Bredel regényt is írt róla és a kalózokról.
2006-ban minisorozatot is készítettek róla, amelyet Magyarországon Az Északi-tenger kalózai címmel mutattak be (a magyar cím A Karib-tenger kalózai c. mozifilmből származik). Ez a film azonban merőben elrugaszkodik a valóságtól, még Störtebekernek a dán politikához fűződő szerepét is merőben másképp mondja el.

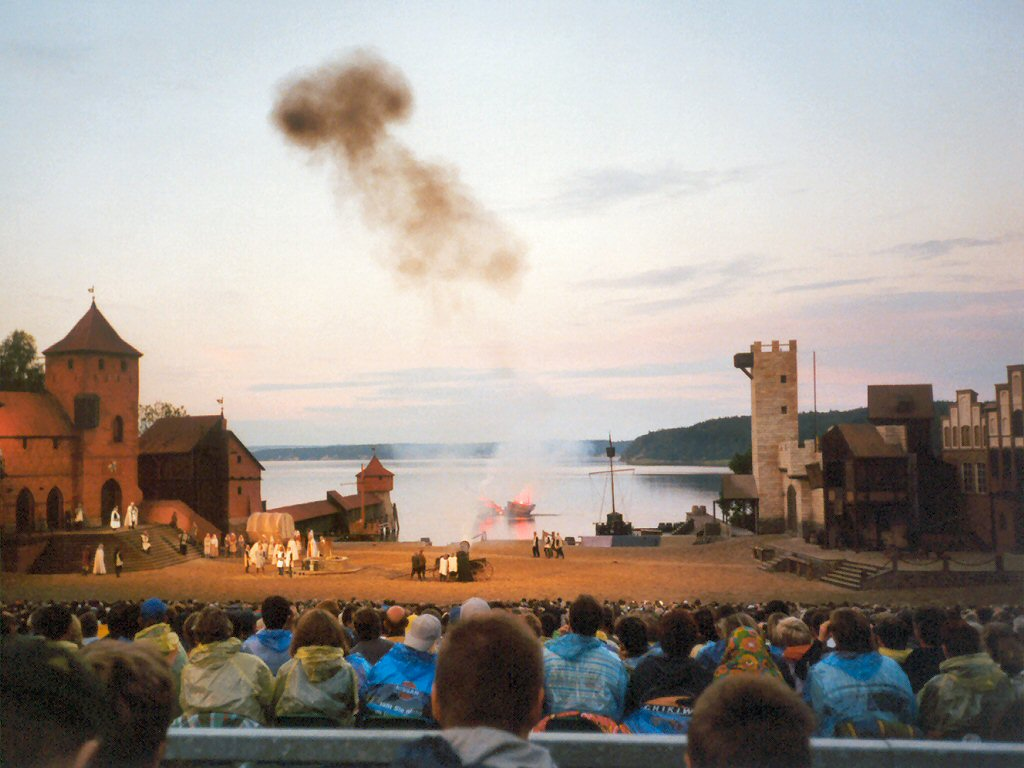
Störtebeker Színházi Fesztivál 2000-ben

Rügen szigetén Störtebeker Színházi Fesztiválokat rendeznek 1959-től 1961-ig, 1980-ban, 1981-ben és 1993 óta évente Ralswiek faluban (Bergen és Sassnitz között). Felbukkan még személye német zenekarok dalaiban is. Störtebekerről egy stralsundi sörmárkát is elneveztek.